# Synaphea parviflora
Synaphea parviflora är en tvåhjärtbladig växtart som beskrevs av Alexander Segger George. Synaphea parviflora ingår i släktet Synaphea och familjen Proteaceae. Inga underarter finns listade i Catalogue of Life.